# Ludwinów (Litwa)
Ludwinów (lit. Liudvinavas) – dawne miasto, obecnie miasteczko na Litwie w okręgu mariampolskim w rejonie Mariampol, położone na Suwalszczyźnie, nad rzeką Szeszupą, ok. 10 km na południe od Mariampola. Siedziba starostwa Ludwinów.
Znajdują się tu kościół, poczta, cmentarz, w okresie międzywojennym istniała tu synagoga.

## Historia

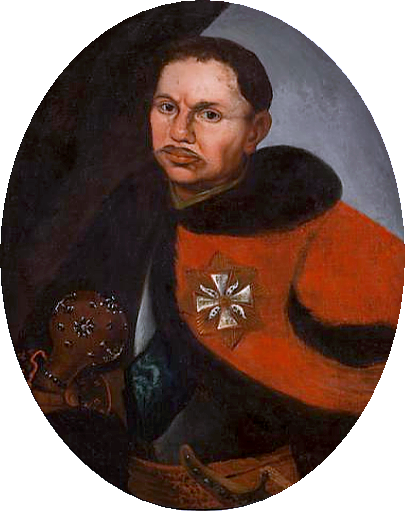
Ludwik Pociej – założyciel miasteczka

Nazwa pochodzi od założyciela miasteczka Ludwika Konstantego Pocieja. 14 stycznia 1719 roku Ludwinów otrzymał prawa miejskie magdeburskie na mocy przywileju króla Augusta II Mocnego, konfirmowane w 1746, 1757 i 1791 roku. W 1721 roku istniał magistrat ludwinowski z burmistrzem i pisarzem. Był też landwójt. 10 listopada 1791 roku król Stanisław August Poniatowski nadał miasteczku herb z Pogonią Litewską na czerwonym tle i w drugiej części z geniuszem trzymającym w jednej ręce miecz, a w drugiej szalę. Prawdopodobnie nawiązywał on do wcześniej używanego herbu.
Po III rozbiorze Polski Ludwinów znalazł się w zaborze pruskim, następnie od 1807 w Księstwie Warszawskim i od 1815 w kongresowym Królestwie Polskim. W 1827 miasteczko zamieszkiwało 1138 osób, a w 1860 – 1619 osób. Za Królestwa Polskiego istniała wiejska gmina Ludwinów. Władze carskie odebrały prawa miejskie 31 maja 1870 w ramach represji po powstaniu styczniowym.
Herb miasteczka nadany przez Stanisława Augusta Poniatowskiego w 1791 roku, został przywrócony dekretem prezydenta Republiki Litewskiej w 2001 roku.

## Ludzie związani z Ludwinowem
- Robert Nitschmann (1892–1940) – polski duchowny luterański, konsenior diecezji warszawskiej Kościoła Ewangelicko-Augsburskiego w Polsce (urodzony w Ludwinowie)[2].

## Galeria

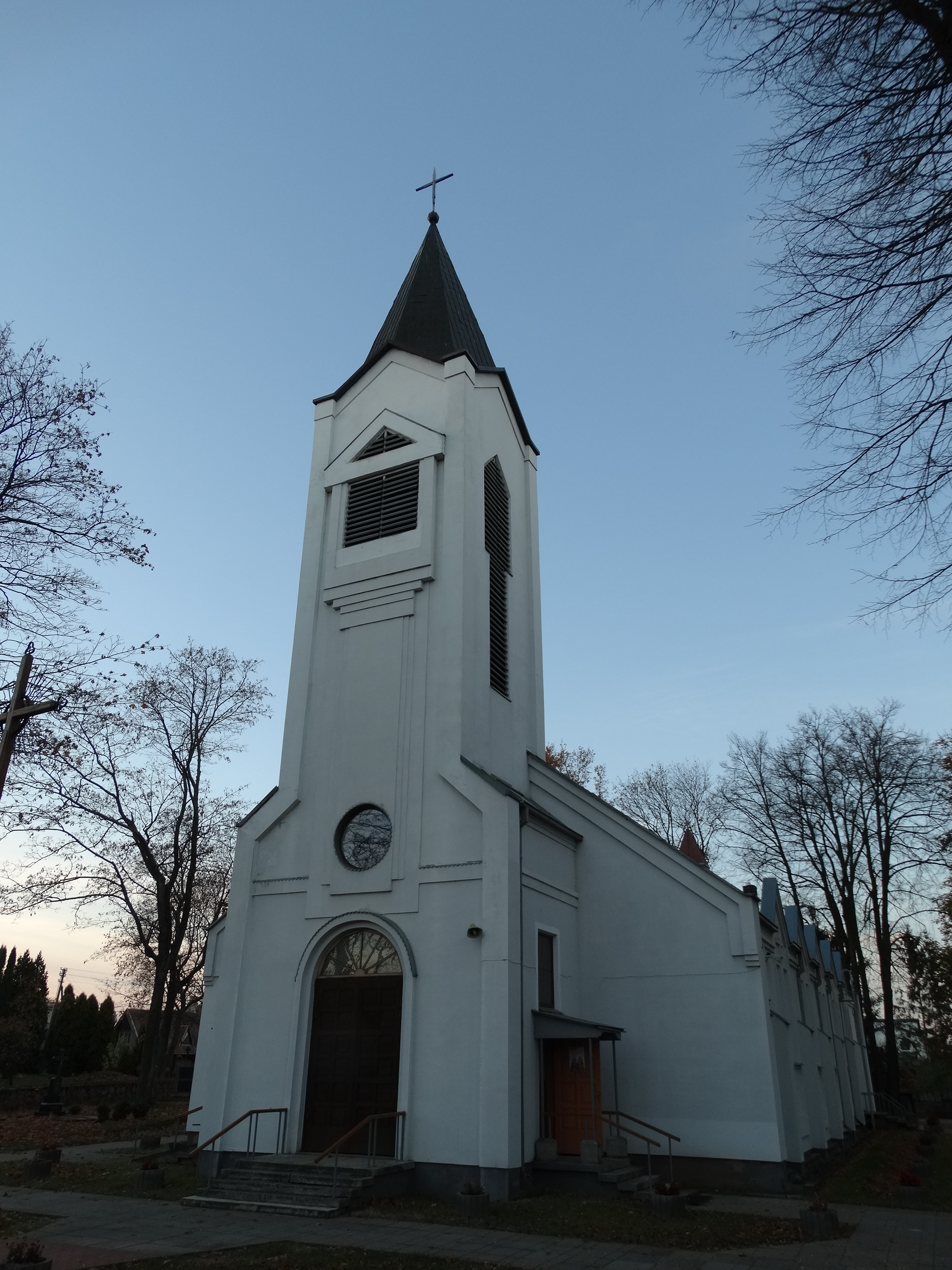
Kościół św. Ludwika
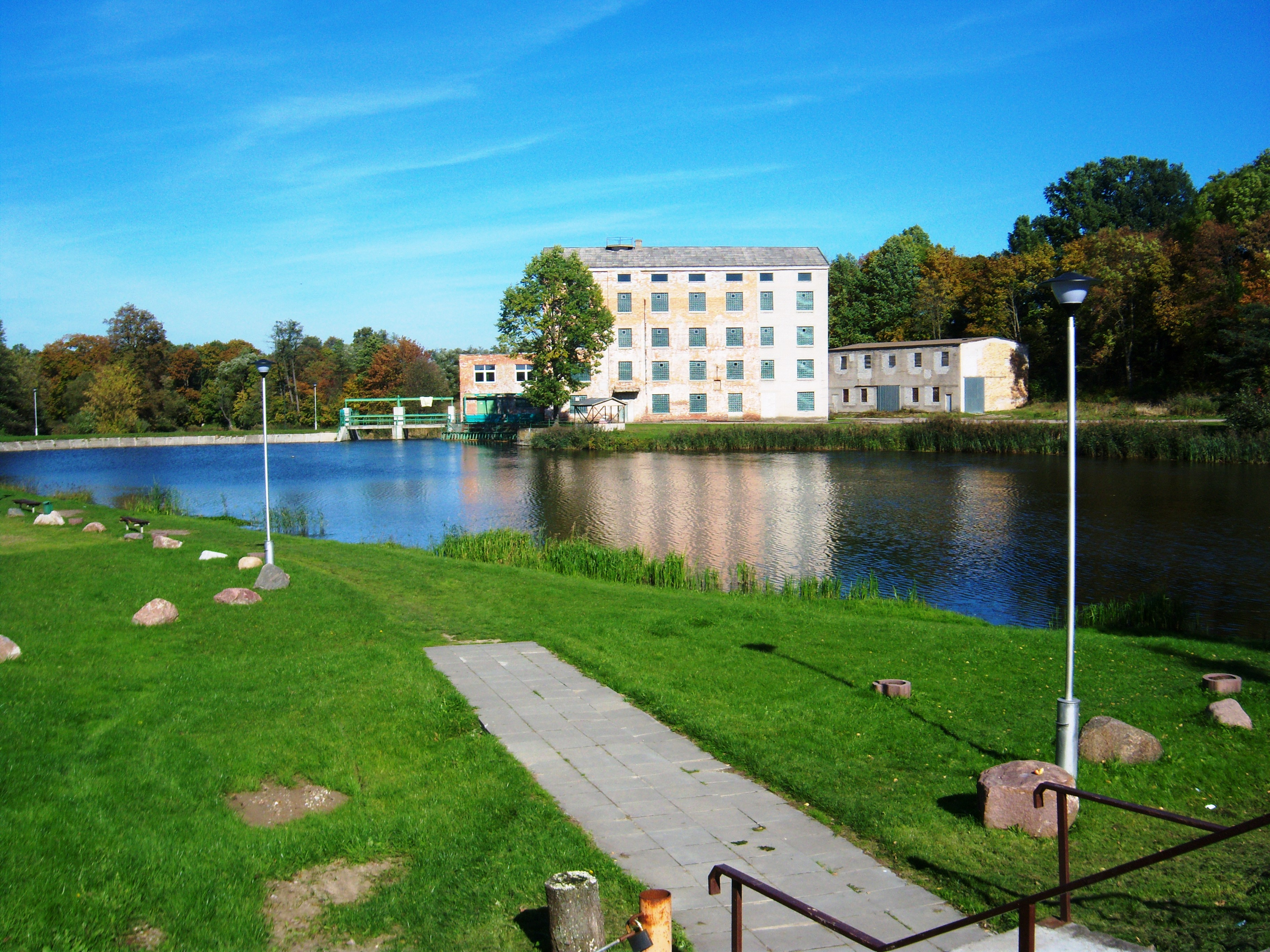
Staw
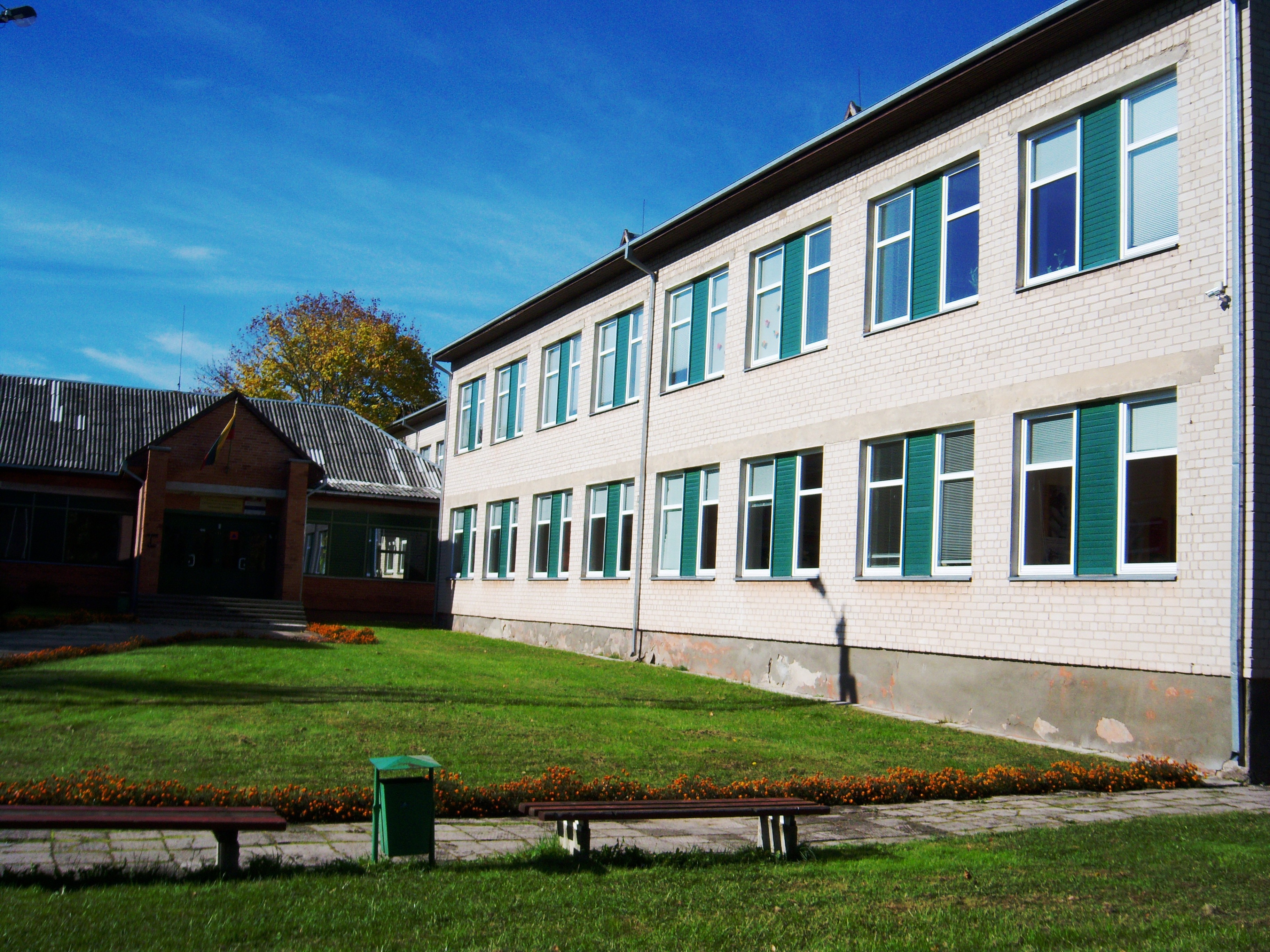
Gimnazjum
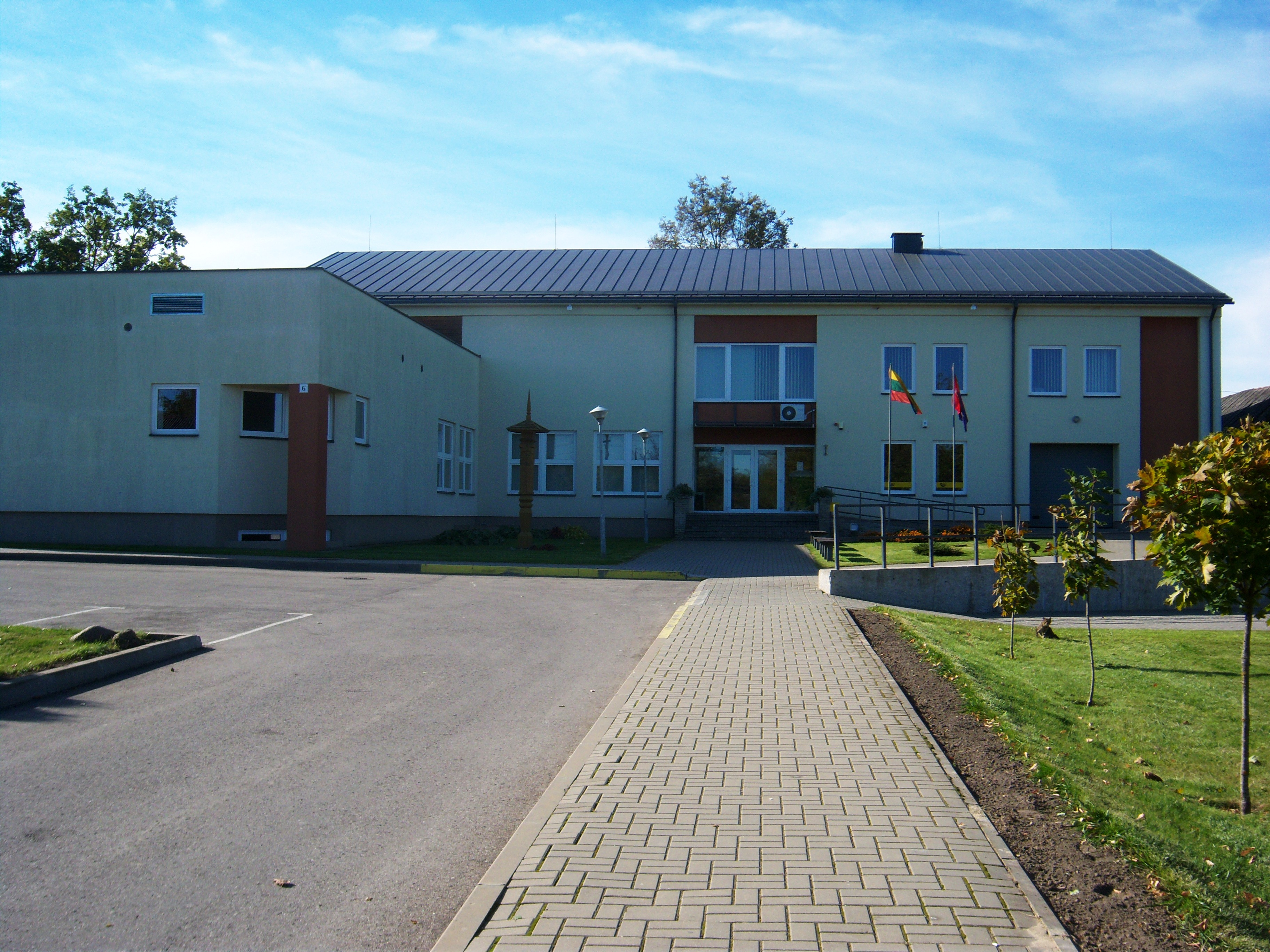
Starostwo